# Pieni-Mäntynen (sjö i Sulkava, Södra Savolax)
Pieni-Mäntynen är en sjö i kommunen Sulkava i landskapet Södra Savolax i Finland. Sjön ligger 84,1 meter över havet. Arean är 1,1 kvadratkilometer och strandlinjen är 8,62 kilometer lång. Sjön  ingår i Vuoksens huvudavrinningsområde.   Den ligger omkring 48 kilometer öster om S:t Michel och omkring 250 kilometer nordöst om Helsingfors. 